# Pseudoxenodon inornatus
Pseudoxenodon inornatus är en ormart som beskrevs av Boie 1827. Pseudoxenodon inornatus ingår i släktet Pseudoxenodon och familjen snokar.
Arten förekommer endemisk på ön Java som tillhör Indonesien. Den registrerades vid ett fåtal ställen, bland annat vid 1200 meter över havet. Habitatet utgörs av fuktiga skogar samt av områden med bambu. Honor lägger ägg.
I låga regioner hotas beståndet av skogens omvandling till odlingsmark eller samhällen. I högre delar av bergstrakterna hittar Pseudoxenodon inornatus antagligen många lämpliga ställen. IUCN kategoriserar arten globalt som livskraftig.

## Underarter
Arten delas in i följande underarter:
- P. i. jacobsonii
- P. i. inornatus
- P. i. buettikoferi